# Villacarisme
Villacarisme es una aldea española de la parroquia de Villazón, perteneciente al municipio de Salas, en la comunidad autónoma de Asturias.

## Demografía
En 2023, la entidad singular de población de Villacarisme tenía empadronados 5 habitantes, todos ellos en diseminado.